# Mautner Markhof’sches Kinderspital

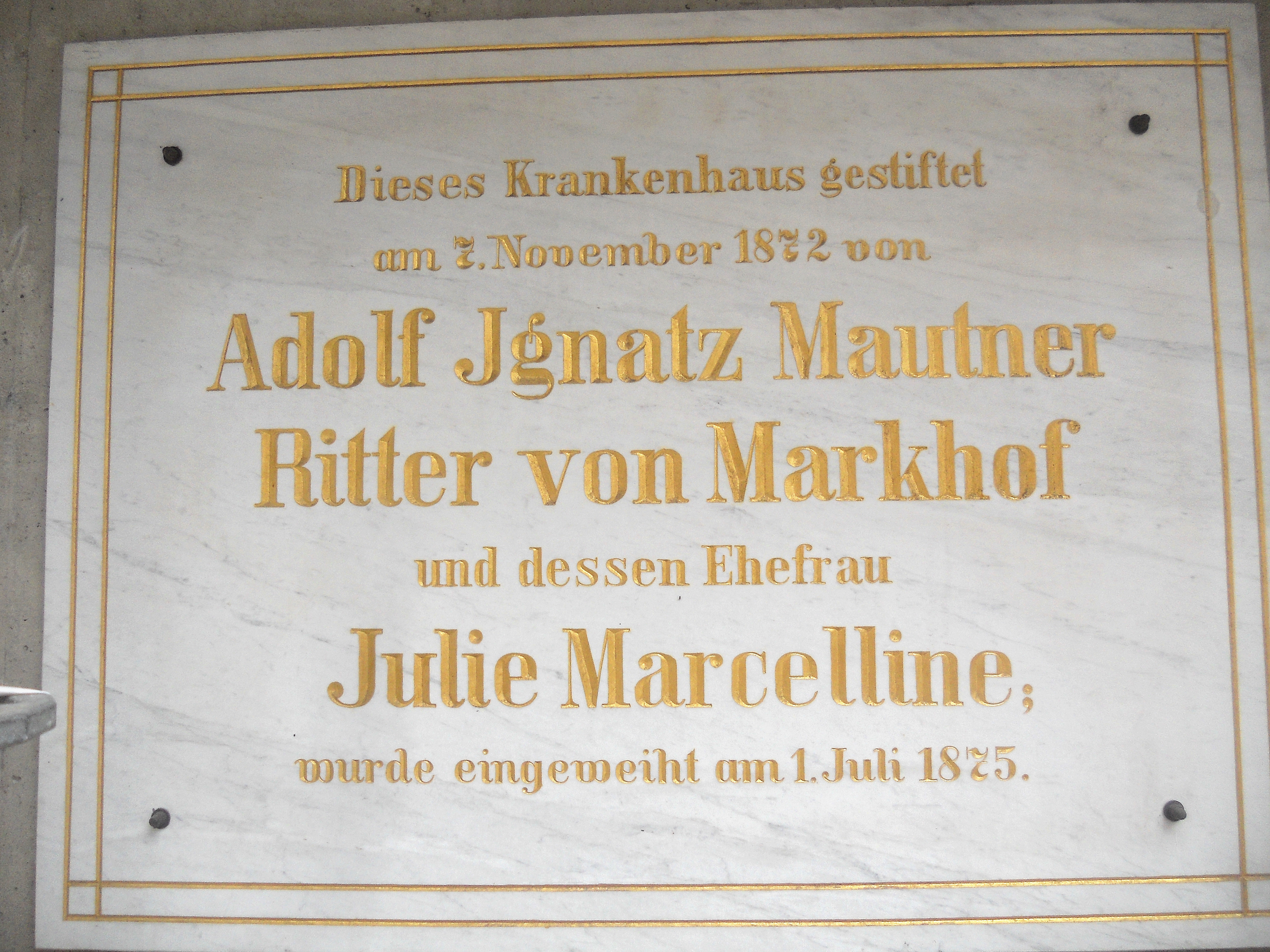
Die Stiftertafel

Das Mautner Markhof’sche Kinderspital war ein Kinderspital im 3. Wiener Gemeindebezirk (Landstraße), Baumgasse 75.

## Geschichte
Das Kinderspital geht auf eine im Herbst 1872 erfolgte Stiftung durch den zuvor mit dem Adelsprädikat Ritter von Markhof ausgezeichneten Adolf Ignaz Mautner (Adolf Ignaz Mautner von Markhof) und seiner Ehefrau Julie Marcelline zurück.
Das Ehepaar stiftete dem 3. Wiener Gemeindebezirk Landstraße zunächst 150.000 Gulden zur Errichtung eines Kinderspitals, in dem Kinder mittelloser Eltern ohne Rücksicht auf deren Religion aufgenommen werden sollten, und – als kein passender Bauplatz erworben werden konnte – zusätzlich noch drei Parzellen in der Kleingasse. Außerdem stellten die 10 Kinder des Ehepaares jeweils 6.000 Gulden zur Verfügung. Darüber hinaus wurden auch noch die Krankenbetten und die nötige Wäsche finanziert.
Unter dem Namen „Kronprinz-Rudolf-Kinderspital“ wurde das vom Stadtbaumeister Heinrich Stein nach Plänen von Eduard Kuschée errichtete Bauwerk in der Baumgasse mit ungefähr 48 Betten am 1. Juli 1875 geweiht und am 20. September desselben Jahres in Betrieb genommen.
Nach dem Tod von Adolf Ignaz Mautner von Markhof wurden in der Kleingasse die unter Denkmalschutz stehende Elisabethkapelle sowie ein Scharlach- und Diphtherie-Isolierpavillon errichtet. 1902 erhielt das Kronprinz-Rudolf-Kinderspital den ersten Röntgenapparat.
Zwischen 1909 und 1910 wurde nach Plänen von Franz Berger das Ambulatorium des Kronprinz Rudolf-Kinderspitals errichtet.
In der Zwischenkriegszeit – 1921 – erfolgte zunächst die Änderung des Namens auf Mautner Markhof’sches Kinderspital und 1924 die Aufhebung der Stiftung, die von der Familie Mautner Markhof nach wie vor unterstützt wurde durch das Bundeskanzleramt. Der Grund für diese Maßnahme lag in der schweren wirtschaftlichen Lage und dem damit verbundenen geringen Spendenaufkommen zur Spitalserhaltung. Nachdem der Ministerrat dieser Maßnahme zugestimmt hatte, beschloss der Gemeinderat, das Spital mit 200 Betten zu übernehmen und im Sinne der Stifter weiterzuführen.

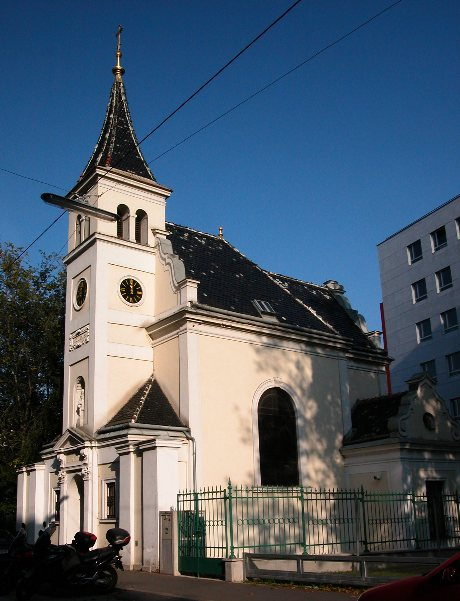
Ehemaliges Mautner Markhof’sches Kinderspital: Spitalskapelle

Nach dem Zweiten Weltkrieg bemühte sich die Stadt Wien zunächst, das Mautner Markhof’sche Kinderspital zu modernisieren. Da die Zahl der an Infektionskrankheiten erkrankten Kinder sank, verlegte man sich im Kinderspital immer mehr auf die Fachgebiete der Kinderchirurgie und Intensivneonatologie. Marina Marcovich arbeitete dort ihr Konzept der „sanften Neonatologie“ aus.
Der Versuch, das Kinderspital nach einer Umstrukturierung des Leistungsangebots weiterzuführen, scheiterte an den sich immer rascher verschlechternden Leistungszahlen infolge sinkender Auslastung.
Die 1985 begonnenen Bauarbeiten am Sozialmedizinisches Zentrum Ost – Donauspital setzten eine Diskussion über den Fortbestand des Mautner Markhof’schen Kinderspitals in Gang, die bis 1998 anhalten sollte.
Nachdem der Gemeinderat von Wien am 27. März 1998 die Verlegung des Mautner Markhof’schen Kinderspitals in die Krankenanstalt Rudolfstiftung genehmigt hatte, erfolgte am 16. Dezember 1998 die Schließung. Obwohl die Familie Mautner Markhof seit über 70 Jahren keinen Einfluss mehr auf das von ihr gestiftete Krankenhaus hatte, wurde sie laut der Wiener Rathauskorrespondenz vom Gesundheitsstadtrat Doktor Sepp Rieder, der Landtagspräsidentin Maria Hampel-Fuchs und weiteren Stadtpolitikern in einer Besprechung am 26. November 1997 über die Schließungspläne informiert.
Bis Mitte 2000 wurde das ehemalige Kinderspital als Quartier für Flüchtlinge aus dem Kosovo genutzt. Am 27. Juni 2001 wurde vom Gemeinderat der Verkauf des ehemaligen Mautner Markhof’schen Kinderspitals um rund 5,09 Millionen Euro an eine Bietergemeinschaft genehmigt.
Den Nachfolgebau des 2002/2003 abgerissenen Spitals, errichtet vom Architekturbüro Coop Himmelb(l)au, beherbergt in fünf Stockwerken die Gewerkschaft der Privatangestellten, Druck, Journalismus, Papier und in drei weiteren Etagen das Berufsförderungsinstitut. Das von Carl Kundmann geschaffene Relief – es zeigt einen Arzt bei der Behandlung eines Kindes – diente als Zierde des Eingangs in der Baumgasse. Heute ist es dort an einer Säule des Neubaues befestigt.
Im Kirchturm der Kapelle hängen 2 Glocken:
| Nr. | Schlagton | Gewicht in Kg | Durchmesser in cm | Gießer | Gussjahr:    |
| --- | --------- | ------------- | ----------------- | ------ | ------------ |
| 1   | e²        | 100           | 56                | ?      | 1800         |
| 2   | g²        | 80            | ?                 | ?      | 1990er Jahre |

Die Glocke 1 kam 1951 in die Kirche.

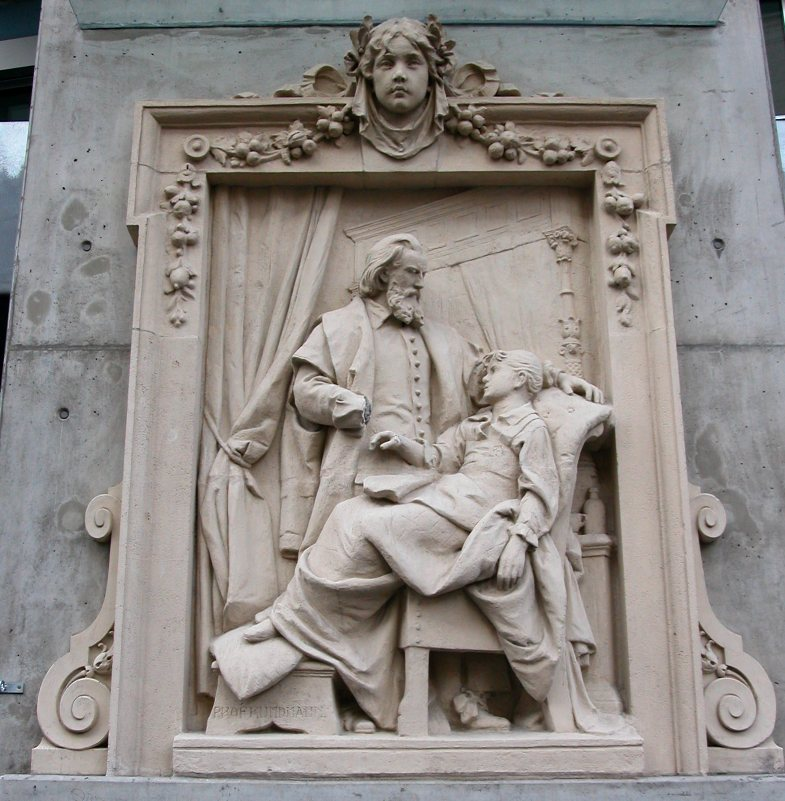
Ehemaliges Mautner Markhof’sches Kinderspital: Arzt behandelt Kind